# Spathius seres
Spathius seres är en stekelart som beskrevs av Nixon 1943. Spathius seres ingår i släktet Spathius och familjen bracksteklar. Inga underarter finns listade i Catalogue of Life.